# Debbie Scott
Debbie Scott (Canadá, 16 de diciembre de 1958) es una atleta canadiense retirada especializada en la prueba de 3000 m, en la que consiguió ser campeona mundial en pista cubierta en 1985.

## Carrera deportiva
En los Juegos Mundiales en Pista Cubierta de 1985 ganó la medalla de oro en los 3000 metros, con un tiempo de 9:04.99 segundos, por delante de la italiana Agnese Possamai y la estadounidense PattiSue Plumer (bronce con 9:12.12 segundos).